# Phare de l'île Laurie
Le phare de l'île Laurie (en espagnol : Faro Isla Laurie) est un phare actif situé sur l'île Laurie (Antarctique argentin), dans la Province de Terre de Feu, Antarctique et îles de l’Atlantique sud en Argentine.
Il est géré par le Servicio de Hidrografía Naval (SHN) de la marine .

## Histoire
L'île Laurie fait partie des Îles Orcades du Sud. La balise de signalisation maritime est montée dans l'une des tours de télécommunication de la Base antarctique Orcadas. Elle est située à l'extrémité ouest de l'île.

## Description

Localisation de la base sur l'île Laurie.

Ce phare est une tour métallique pyramidale à claire-voie. Il émet, à une hauteur focale de 26,80 m, un éclat blanc par période de 3 secondes. Sa portée n'est pas connue.
Identifiant : Amirauté : G1378.5 - NGA : 110-20363.2 .

### Lien connexe
- Liste des phares d'Argentine